# Bombus miniatus
Bombus miniatus är en biart som beskrevs av Charles Thomas Bingham 1897. Den ingår i släktet humlor och familjen långtungebin. Inga underarter finns listade.

## Beskrivning
Arbetarna är övervägande gula från huvud till större delen av bakkroppen. Mitt på mellankroppen har de dock en svart fläck, tergit 4 är svart på den främre delen, rött på den bakre. Tergit 5 är helröd, och tergit 6 vit. Hanen kan antingen vara helt gul; det finns också en form som ser ut ungefär som arbetarna, men med bredare svart fält på mellankroppen och utan något svart på bakkroppen, men med de fyra sista tergiterna röda.

## Ekologi
Humlan är en bergsart som påträffas på en medelhöjd av drygt 3 200 meter; den förekommer på höjder mellan 2 300 och 3 600 m.
Arten är polylektisk, den flyger till flera olika familjer av blommande växter: Korgblommiga växter som åkertistel, piggtistlar, rosenskära, sammetsblomster och maskrosor, balsaminväxter som jättebalsamin, kransblommiga växter som nepetasläktet, dunörtsväxter som kantdunört, samt ranunkelväxter som bukettranunkel.

## Utbredning
Utbredningsområdet omfattar Kashmir, Himachal Pradesh, Uttarakhand, Sikkim, Pakistan, Nepal, Bhutan, Myanmar, Tibet och sydvästra Kina.